# 費城麥當勞叔叔之家

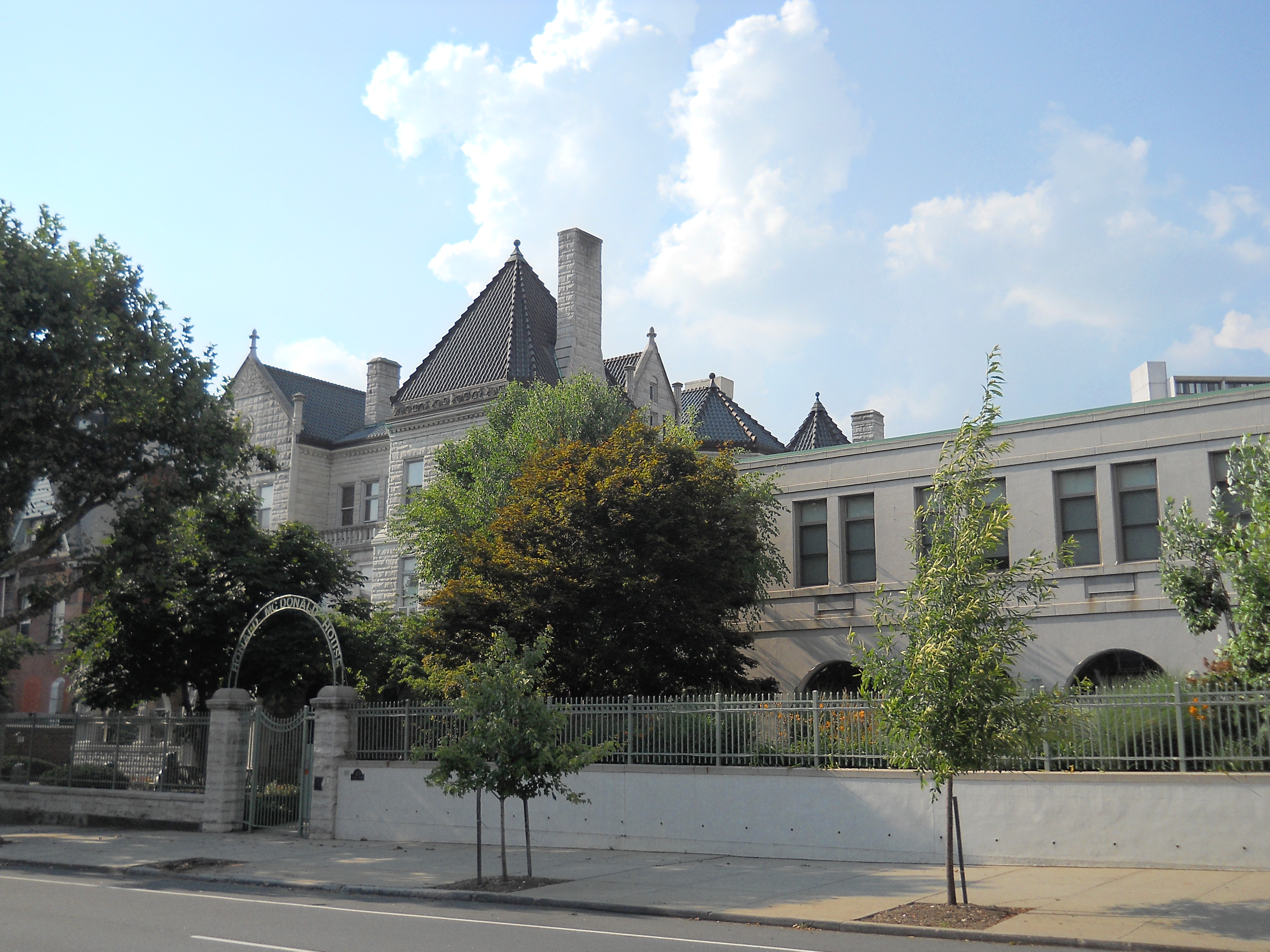
費城麥當勞叔叔之家外觀

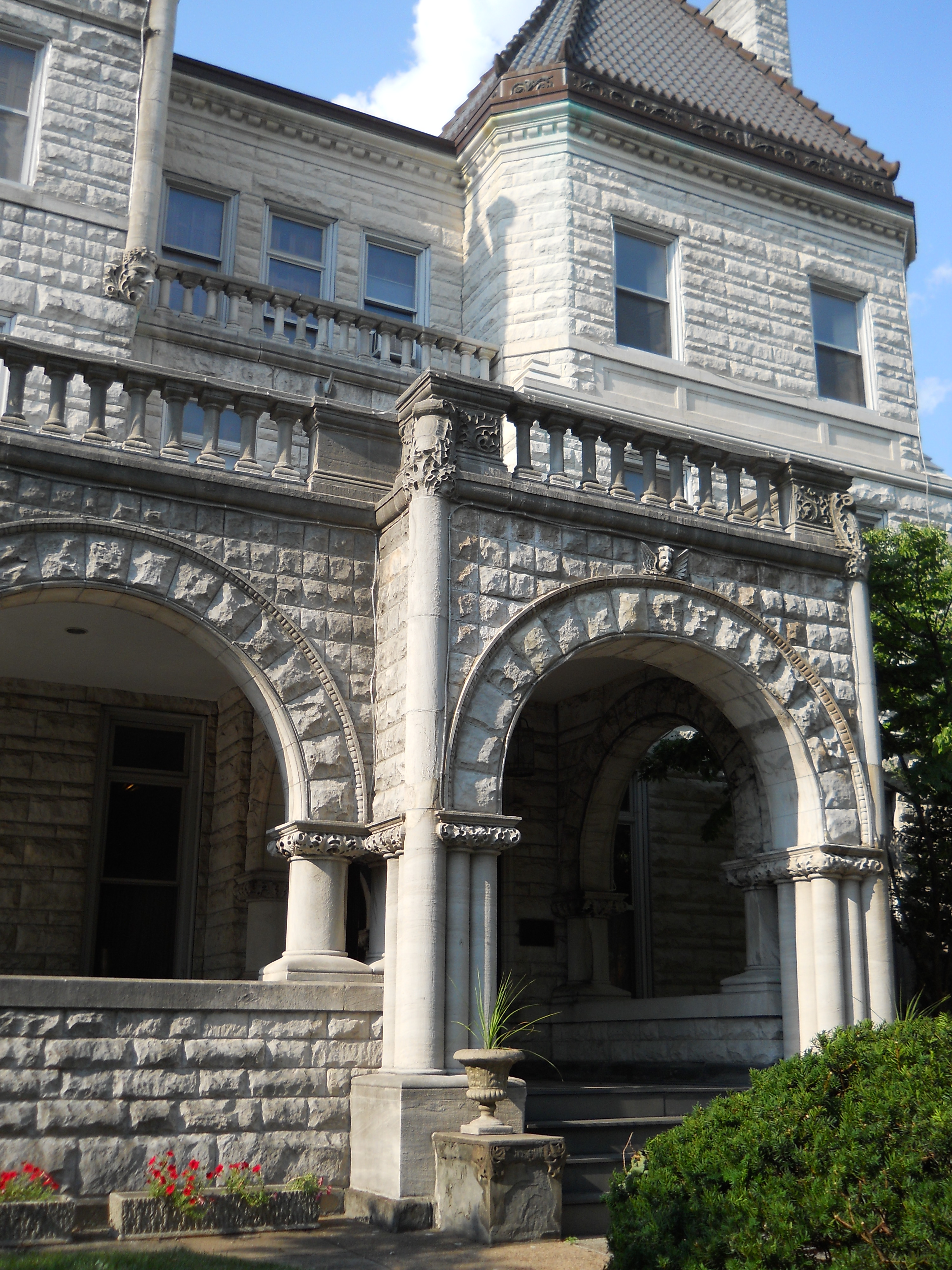
費城麥當勞叔叔之家正門

費城麥當勞叔叔之家（英語：Philadelphia Ronald McDonald House）是麥當勞叔叔之家慈善基金轄下的首個兒童療養院舍，位於美國費城第三十九街（39th Street）與板栗街（Chestnut Street）交界。

## 歷史
費城麥當勞叔叔之家由美式足球隊伍費城老鷹的球員弗雷德·希爾、經理人吉姆·默里和前東主倫納德·托斯於1974年共同建立。1971年希爾的女兒被診斷患有血癌，他在費城兒童醫院，眼見其他病童的家人，因為無法負擔高昂的酒店費用，而須要在醫院的等候室中留宿，於是矢志為他們尋找鄰近寄居的地方。原先的設施位於雲杉街（Spruce Street）4032號，當時的院舍只有7個房間。至1981年遷往現址，住房數目上升到19間。1996年獲得美國醫療系統的資助，院舍得以擴建，住房數目進一步上升到43間。
現址建築物是維多利亞時代具羅馬式建築風格的大宅，1893年興建，由建築師威爾·德克爾設計，是當地報業大亨之子威廉·詹姆斯·斯溫名下的物業。斯溫死後，物業轉手，曾一度作殯儀之用。數十年後被麥當勞叔叔之家慈善基金購入。

## 使命
為正在附近醫院接受治療的重病兒童及其家人提供一個「家外之家」（Home away from home）的服務。

## 架構
主要由一班全職受薪員工及義工所打理，為病童的直系家屬，及坦普爾大學醫學院、賓夕法尼亞大學輔屬醫院、威爾斯眼科研究所和賽爾娜斯兒童醫院的門診病人提供服務，留宿時間最短0.5晚，最長10天

## 外部連結
- 官方网站

39°57′20″N 75°12′04″W / 39.955675°N 75.201222°W